# Compexit Trading
Compexit Trading este un dealer auto din Cluj-Napoca, parte a grupului Compexit Grup.
A fost înființată în anul 1992 sub numele de Compexit Cars, ulterior devenind Compexit Trading.
Compexit Trading este dealer autorizat al mărcii ŠKODA, în perioada 1996 - 1998 fiind și importator unic al acestei mărci.
Cifra de afaceri:
| Anul          | 2005 | 2004 |
| ------------- | ---- | ---- |
| milioane euro | 8,2  | 4    |